# ایزو ۱۰۶۶۸
استاندارد ایزو ۱۰۶۶۸ (انگلیسی: ISO 10668) که یکی از استانداردهای سازمان جهانی ایزو است. ارزشگذاری برند اپل، کوکاکولا، مک‌دونالد، سامسونگ یا لامبورگینی تمام این‌ها نام‌هایی هستند که ذهن ما را به کیفیت و محصول خاصی سوق می‌دهند. اما هر نامی ازاین‌دست تنها یک اسم یا لوگو نیست. برند یا نام تجاری یک شرکت چیزی است که مشتریان هنگام استفاده از محصولات آن شرکت درک می‌کنند. با در نظر گرفتن این مورد، ارتباط برند با خریداران و تجربه خرید و استفاده می‌تواند نشانگر ارتباط تنگاتنگ یک برند با ارزش مالی آن باشد. ازاین‌رو، برند باارزش‌ترین سرمایه نامحسوس یک شرکت یا سازمان به‌حساب می‌آید. برای تعیین ارزش مالی برندهای موجود رویه‌ها و الزاماتی تهیه و تدارک دیده‌شده است. در همین راستا، استاندارد  ISO 10668:2010 الزامات و اصولی را که در ارزش‌گذاری یک برند ضروری است ارائه می‌دهد. ایزو ۱۰۶۶۸ توسط کمیته پروژه ISO/PC 231 مدیریت انرژی سازمان ایزو تهیه گشته است. این استاندارد بین‌المللی تعیین‌کننده الزاماتی پیرامون رویه‌ها و روشهای اندازه‌گیری ارزش مادی برند می‌باشد.

## توصیف ایزو ۱۰۶۶۸
استاندارد ISO 10668:2010 به استاندارد ارزش‌گذاری مالی برند معروف است. پیشینه این استاندارد به سال ۲۰۰۷ برمی‌گردد که ISO دست به تهیه و تنظیم نظامنامه‌ای برای ارزش‌گذاری مالی برندها زد. سه سال بعد ماحصل این تلاش‌ها، در پاییز سال ۲۰۱۰ به دنیای پولی و مالی معرفی شد. این استاندارد قوانینی دارد که بر اساس آن‌ها می‌توان هر برندی را ارزش‌گذاری نمود.
ایزو ۱۰۶۶۸ در چهارچوبی که شامل اهداف، مبانی، رویکردها، روش‌ها، و راه‌هایی برای ارزشیابی و امتیازدهی اطلاعات کیفی و فرضیه‌هاست به ارزش‌گذاری مالی برندها می‌پردازد. علاوه بر این، استاندارد حاضر رویه‌هایی نیز برای گزارش نتایج به‌دست‌آمده ارائه می‌دهد.
در راستای رسیدن به اهداف تعیین‌شده در این استاندارد موارد زیر موردبررسی قرار می‌گیرند:
- حسابداری و گزارش‌های مالی
- ورشکستگی و انحلال شرکت
- برنامه‌های مالیاتی
- قانون مداری و حل‌وفصل اختلافات و شکایات
- امور مالی شرکت و جذب سرمایه
- سرمایه‌گذاری‌های مشترک
- اطلاعات مدیریت داخلی شرکت و گزارش‌های موجود در این مورد
- مدیریت برند و برنامه‌های استراتژیک برای توسعه برند

## اهداف
ارزش گذاری برند بسته به موقعیت سازمان می‌تواند برای اهداف زیر استفاده شود:
- تأمین منابع مالی و جذب شریک تجاری
- ارزش گذاری سهام و ورود به بازار بورس
- اخذ وام و تسهیلات بانکی
- برنامه‌ریزی استراتژیک و مدیریت برند
- درج در گزارش‌های مالی و حسابداری
- پرداخت خسارت، دیون و ورشکستگی
- استفاده در دعاوی حقوقی و قضایی